# Iseilema calvum
Iseilema calvum är en gräsart som beskrevs av Charles Edward Hubbard. Iseilema calvum ingår i släktet Iseilema och familjen gräs. Inga underarter finns listade i Catalogue of Life.